# Spiriti inquieti
Spiriti inquieti è il quarto album in studio del gruppo musicale italiano Fleurs du Mal, pubblicato in CD dalla Blu Mix nel 1998.

## Descrizione
Registrato a Roma nello Studio OASI con Paolo Modugno tra novembre 1997 e giugno 1998, è stato pubblicato dalla Blu Mix nel novembre 1998. Contiene 10 brani originali, di cui cinque in italiano e cinque in inglese.

## Tracce
Testi e musiche di Fleurdumal.
1. Musica Fuorilegge (feat. Euro Bennati-Congas) – 4:20
2. Lascia Crescere i Fiori (feat. Stefano Spagnoli-Batteria) – 3:56
3. Lontani/Vicini (feat. Stefano Spagnoli-Batteria
Alessandro Mazzarini - Djambè. Maracas) – 4:00
4. Lonely Days (feat. Stefano Spagnoli-Batteria) – 3:05
5. Magia – 7:31
6. Un Altro Mondo – 3:54
7. Feel the Boogie (feat. Stefano Spagnoli-Batteria) – 3:14
8. So Wonderful (feat. Stefano Spagnoli-Batteria
Alessandro Mazzarini-Maracas) – 4:08
9. Wild Love – 3:01
10. You Must Be Joking – 3:25

## Formazione

### Gruppo
- Stefano Iguana - voce, chitarra elettrica, slide guitar
- Graziella Olivieri - sax tenore, cori su Lonely Days, Magia, So Wonderful e You Must Be Joking, tamburello su Musica Fuorilegge, Lonely Days e You Must Be Joking
- Sergio Sassanelli - batteria, campanaccio su Wild Love
- Roberto Cruciani - basso

### Altri musicisti
- Stefano Spagnoli-Batteria nei brani 2, 3, 4, 7 e 8.
- Euro Bennati-Congas su Musica Fuorilegge
- Alessandro Mazzarini - Percussioni su Lontani/Vicini e So Wonderful